# Bibliothèques-médiathèques de Metz
Les bibliothèques-médiathèques de Metz sont organisées en réseau de quatre médiathèques, de deux bibliothèques et d'un espace autour de la culture numérique de la ville de Metz : la médiathèque du Pontiffroy (tête de réseau), la médiathèque Jean-Macé à Borny, l'Agora à Patrotte Metz-Nord, et celle du Sablon, et les bibliothèques de Magny et de Bellecroix. L'Arob@se, dans le quartier du Pontiffroy est le lieu de la culture numérique du réseau des bibliothèques-médiathèques de Metz.

## Histoire

### Bibliothèque municipale, 1806

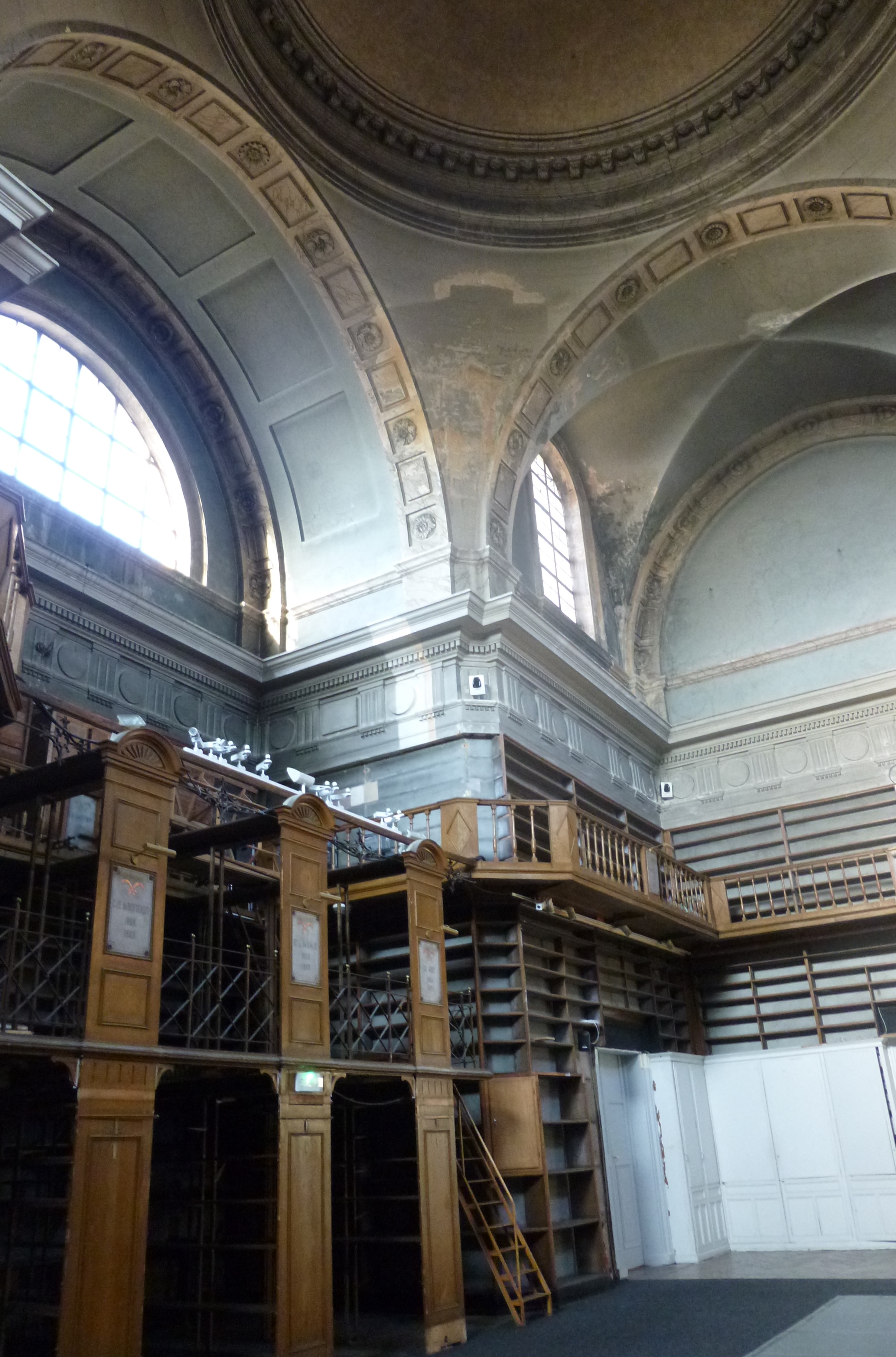
Partie intégrante des Musées de la Cour d'Or, la chapelle possède encore ses anciens rayonnages de bibliothèque.

La bibliothèque municipale est installée en 1806 dans l’ancienne chapelle des Carmes, construite dans le dernier tiers du XVIIe siècle. À la Révolution, les locaux abritent l’école centrale de la Moselle avant de recevoir les collections issues des mesures de confiscation prises par la Convention. Quelque 60 000 volumes sont rassemblés, provenant du chapitre de la cathédrale — lequel détenait le plus bel ensemble de manuscrits —, de la collégiale Saint-Sauveur, des quatre abbayes masculines de Saint-Arnould, Saint-Clément, Saint-Symphorien et Saint-Vincent, de l’abbaye de femmes Sainte-Glossinde, ainsi que la maison des Jésuites, des Célestins, des Dominicains, grands et petits Carmes, des Trinitaires, des Récollets, prêtres de la Mission, etc. On y joint également les livres ayant appartenu à différentes bibliothèques ecclésiastiques des environs de Metz ainsi que les collections de plusieurs institutions d’Ancien régime telles que l’ordre des avocats au parlement de Metz ou la Société royale des arts et des sciences.
L’ensemble, confié à la garde de bibliothécaires improvisés, se voit rapidement amputé de ses plus belles pièces. L’humidité, la poussière et les rongeurs détruisent une partie de ce que le vandalisme et l’indifférence ont épargné. La bibliothèque de la ville ouvre ses portes au public en novembre 1811, huit ans plus tard, avec 25 000 volumes seulement.
Au long du XIXe siècle, les collections s’accroissent de façon régulière en raison des achats effectués et grâce à des dons émanant notamment de l’État, ainsi que des legs, parfois très importants, si bien que le fonds initial se trouve multiplié par deux vers 1880. Parmi les donateurs les plus remarquables, il convient de citer le baron Louis Numa de Salis, lequel laissa à la ville 124 manuscrits, une vingtaine d’incunables, une collection de parchemins médiévaux et plusieurs milliers d’éditions anciennes, de gravures, de dessins.
Pendant l’Annexion (1870-1918), la bibliothèque se modernise, le chauffage central est installé, l’éclairage électrique remplace l’éclairage au gaz. En 1907, une bibliothèque publique de prêt est ouverte, incluant dans ses collections des romans, des ouvrages scientifiques récents dans les domaines les plus modernes, des livres d’art et des ouvrages pratiques à portée du plus grand nombre. Il y aura même de 1912 à 1918 une section spécialement destinée aux enfants !
Le retour à la France entérine ces innovations. La bibliothèque publique de prêt est maintenue, mais ses collections sont largement francisées.
Pendant la seconde guerre mondiale, une partie des collections patrimoniales entreposées au  fort Saint-Quentin pour les protéger, disparaît dans un incendie dans la nuit du 31 août au 1er septembre 1944. Ce qui subsiste part en Allemagne et ne sera rapatrié qu’après-guerre à Metz grâce à l’action de Robert Schuman. Les collections patrimoniales restantes sont cependant assez remarquables pour que la bibliothèque municipale obtienne de figurer parmi les 56 bibliothèques municipales françaises classées en raison de la richesse de leurs collections.
Ces collections patrimoniales ont d’ailleurs constamment été enrichies depuis.

### Médiathèque du Pontiffroy, 1977

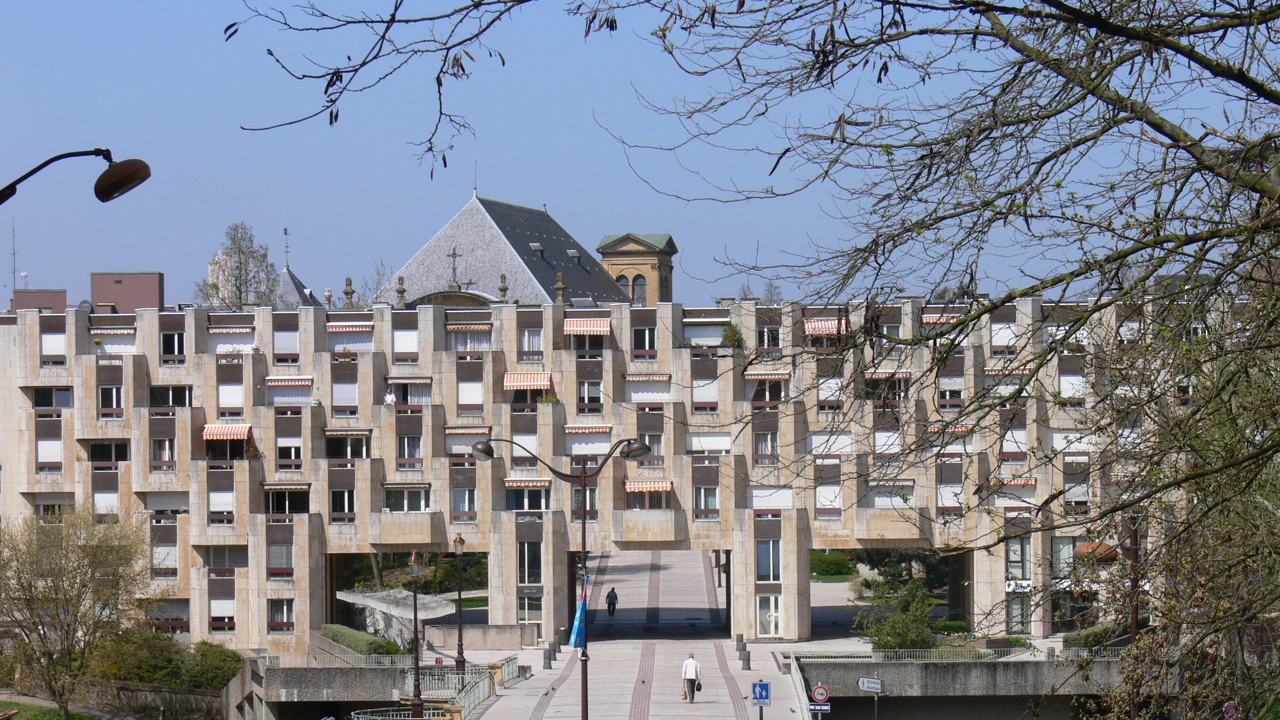
La médiathèque centrale de Metz est intégrée au quartier reconstruit du Pontiffroy.

Le bâtiment historique au cœur de la cité devient trop exigu. En vue d'une meilleure protection des collections et pour accroitre le confort offert à des usagers beaucoup plus nombreux qu’autrefois, une bibliothèque est conçue par l’architecte Michel Folliasson dans les années 1970 dans le quartier du Pontiffroy face à l’ancienne abbaye bénédictine Saint-Clément au centre d’un quartier nouvellement urbanisé. Elle ouvre ses portes au public le 5 mars 1977, après deux ans de travaux. Le 28 octobre, la nouvelle bibliothèque prend le nom de médiathèque (première utilisation en France) tout en conservant, pour familiariser le public à ce néologisme, l'appellation de « Bibliothèque-Médiathèque ». C'est le 22 novembre 1977 que l'ensemble des services (sections Études et Adultes, bibliothèque enfantine avec salle d'Heure du conte et atelier d'expression, Relais de littérature Jeunesse pour les enseignants et formateurs, salle d'exposition et discothèque) fut ouvert à tous sur les 1 800 m2 d'espaces au public, alors que près de onze kilomètres de rayonnages étaient répartis sur les trois niveaux de réserves.
Lors de l'inauguration officielle, le 25 janvier 1979, Jean-Philippe Lecat, ministre de la Culture et de la Communication, se plut à saluer le caractère novateur et la dimension régionale de la Médiathèque du Pontiffroy qui s'inspirait de l'expérience du centre Beaubourg ouvert depuis moins de deux ans, après que le maire Jean-Marie Rausch, eut consacré cette bibliothèque comme véritable lieu d'animation et de communication.

#### Architecture
Le site construit sur dalle à proximité de la vieille ville (400 m à vol d'oiseau de la préfecture et 600 m de la cathédrale) bénéficie d'un espace entièrement dévolu aux piétons, soustrait à la circulation automobile. Le parti architectural rend lisibles, par un jeu de décrochement de volumes simples et géométriques supportant des toitures-terrasses sur différents niveaux, les fonctions différenciées des espaces internes de la bibliothèque.
Les façades présentent par leur aspect une unité de matériaux : les parties pleines ont des teintes naturelles ocre et claires sans solution de continuité ; de larges surfaces vitrées aux menuiseries métalliques affleurent en façade tandis que les parois de certains éléments fonctionnels tels les cages d'escaliers  sont recouvertes d’ardoise.

#### Missions et développement
Depuis 1990, la Médiathèque du Pontiffroy a mis en place de nouveaux services pour ses usagers : une salle d'actualités, un service d'apprentissage des langues et une Marmothèque dédiée aux tout-petits.
Aujourd'hui, plus de 5 400 m2 de surface mettent à disposition une collection importante de livres, une discothèque, un service audiovisuel, un relais de documentation en littérature jeunesse, une salle d'exposition, des collections patrimoniales numérisées, un service Wi-Fi, une bibliothèque de service numérique…
En 2016 elle a fait l'objet d'une remise à niveau des plateaux publics.

#### Communication innovante
Le souhait de mettre en place une nouvelle forme de diffusion, d'adopter une démarche marketing, d'être en adéquation aux modes de pensées de la communication, incitaient à s'affranchir des pratiques traditionnelles en bibliothèque. De quelles manières métamorphoser simultanément l'image du métier et celles des bibliothèques messines, tout en amplifiant leur notoriété?

##### Création de Miss Média
Miss Média, bibliothécaire atypique et avatar des bibliothèques-médiathèques de Metz est apparue la première fois sur le site des bibliothèques-médiathèques de Metz dans un strip de presse (BD en trois cases) en janvier 2009. Sa création annonçait en même temps la baisse des tarifs municipaux concernant les bibliothèques. Selon la commande graphique des BMM, André Faber, dessinateur, journaliste et infographiste, dessina le personnage. Sobre de tenue, les couleurs blanche et noire correspondent au blason de la ville de Metz, elle incarne les BMM ainsi que la profession de bibliothécaire.

Miss Média et le Graoully

Pleine d'humour, elle aime dans ses réparties contrarier les idées convenues circulant à propos des bibliothèques et de la société de l'information.
En 2014 Jean Chauvelot a repris la suite en redessinant Miss Média sous de nouveaux traits. Pour la suite de ses aventures graphiques elle est accompagnée du remarquable Graoully, dragon messin. Le personnage est progressivement abandonné à partir de 2017.

### Médiathèque Jean-Macé de Borny, 1993
En 1993, l'ouverture de la médiathèque Jean-Macé de Borny, voulue moderne elle offre un large accès aux contenus culturels et propose également des expositions temporaires. Son implantation à proximité directe du secteur des Hauts-de-Blémont amorce un long processus de modernisation et de désenclavement du quartier de Borny dénommé Grand projet de ville.
Elle a été agrandie en 2008 et relie désormais toutes ses activités sur un seul niveau.
Dans la nuit du 30 juin au 1er juillet 2023, la médiathèque Jean-Macé a été incendiée et brûlé lors d'émeutes qui se sont propagées à toute la France après la mort d'un jeune homme tué par la police près de Paris.

### L'Agora Patrotte Metz-Nord
Inaugurée le 12 octobre 2018, L'Agora est un équipement regroupant une médiathèque, un centre social et un espace numérique. Conçu par le cabinet Ropa architecture, le bâtiment est certifié 'Haute qualité environnementale'.

### L'Arob@se, 2022
Depuis mai 2022, le réseau des Bibliothèques-Médiathèques offre un espace autour de la culture numérique.
Aménagé avec différents espaces, le lieu offre de la découverte de jeux vidéo, un studio d'image et son et des ateliers autour de la culture numérique.

## Collections patrimoniales
La bibliothèque municipale de Metz conserve de très riches collections patrimoniales, parmi lesquelles :
- Un important ensemble de manuscrits médiévaux, modernes et contemporains ;
- Un fonds d’environ 700 incunables et plusieurs centaines de milliers d’imprimés anciens ;
- Un fonds de près de 2900 titres de périodiques en grande partie locaux ;
- Des fonds d’auteurs locaux (Paul Verlaine, Maurice Barrès, François de Curel, Frédéric Estre, Gustave Kahn, Bernard-Marie Koltès, Jean Vodaine) ;
- De riches collections iconographiques marquées notamment par les figures de Jacques Callot, Sébastien Leclerc, Charles-André Malardot, et plusieurs milliers de photographies anciennes et cartes postales, ainsi qu'un riche fonds de cartes et plans ;
- Des partitions musicales dont certaines autographes (Gabriel Pierné, Ambroise Thomas, Camille Durutte) ;
- Des livres d’artistes ;
- Un important fonds local, et d’autres fonds spécifiques : hebraïca, science-fiction, littérature jeunesse, gastronomie, fonds des annexions allemandes.

### Expositions marquantes
- 1980 : « Sébastien Le Clerc », médiathèque du Pontiffroy ;
- 1983 : « La gastronomie (collection Yvonne Mutelet) » ;
- 1986 : « Marius Mutelet, libraire, éditeur et bibliophile messin (1902-1983) » ;
- 1989 : « Metz enluminée. Autour de la Bible de Charles le Chauve, trésors manuscrits des églises messines » ;
- 1991 : « Hommage aux donateurs. Bibliothèques offertes : un siècle d’enrichissement des collections précieuses » ;
- 1993 : « Gonzalve Malardot : photographe de guerre, état de siège, Metz en 1870 » ;
- 1996 : « Dédicaces à Paul Verlaine » ;
- 1997 : « Jean Vodaine, le passeur de mots : typographie et poésie » ;
- 1997 : « De feuilles en fleurs : livres de botanique illustrés du XVIe au XIXe siècle. Parcs et jardins en Moselle du XVIIIe au XXe siècle » ;
- 1998 : « Trésors des bibliothèques de Lorraine », église Saint-Pierre-aux-Nonnains ;
- 1998 : « Callot passionnément : dispersion et réunification d’une collection exceptionnelle » ;
- 1999 : « Senteurs, saveurs et festins : un parcours gourmand à travers les collections gastronomiques messines » ;
- 2000 : « Bibliothèque lorraine de la Renaissance : les cent livres » ;
- 2002 : « Les Naudin : entre Meuse et Vosges. Topographie militaire de la Lorraine à l’usage des armées du roi, 1728-1739 » ;
- 2004 : « Epreuves du temps. 200 ans de la bibliothèque municipale de Metz » ;
- 2005 : « Dans l'objectif des frères Prillot : photographies de Metz, 1892-1935 » ;
- 2020 : « Metz, sa Cathédrale, tout un symbole ! », à la Porte des Allemands ;
- 2025 : « L'Extraordinaire collection du baron de Salis. Trésors des Bibliothèques de Metz », à la Porte des Allemands.

### Galerie

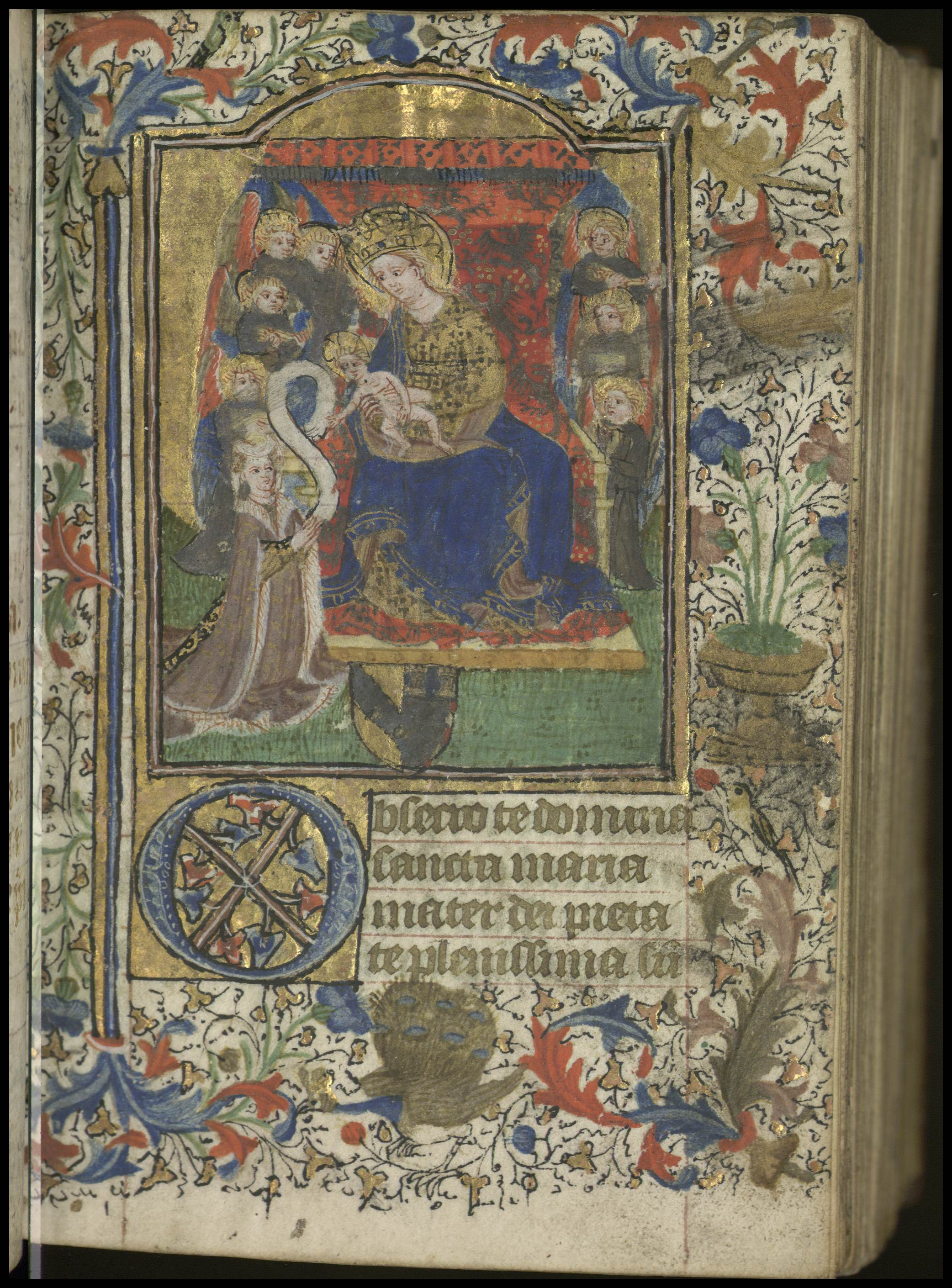
Livre d'heures de Jean de Vy, fol. 1.
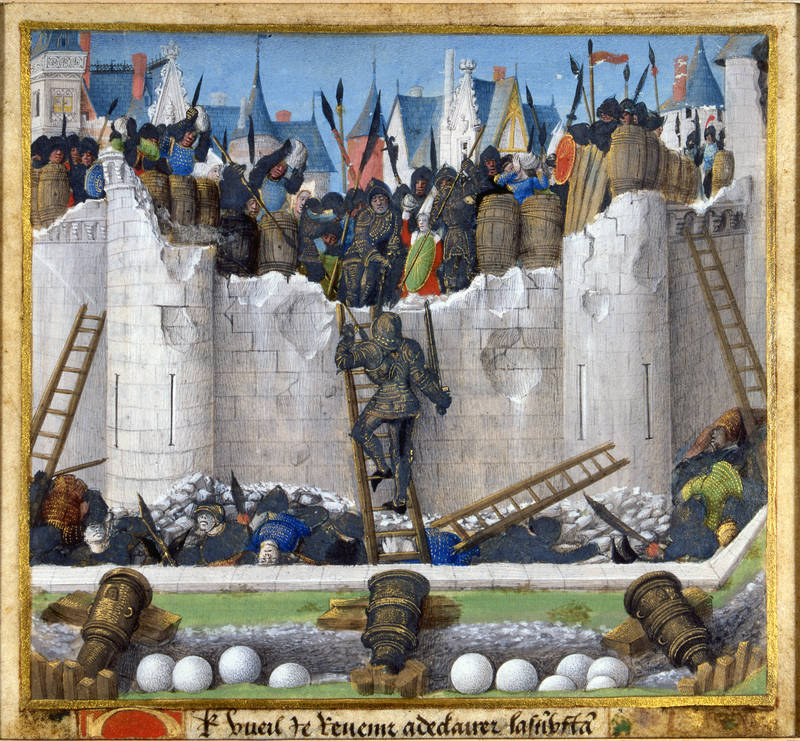
Mortifiement de vaine plaisance, Barthélemy d'Eyck et Jean Colombe.
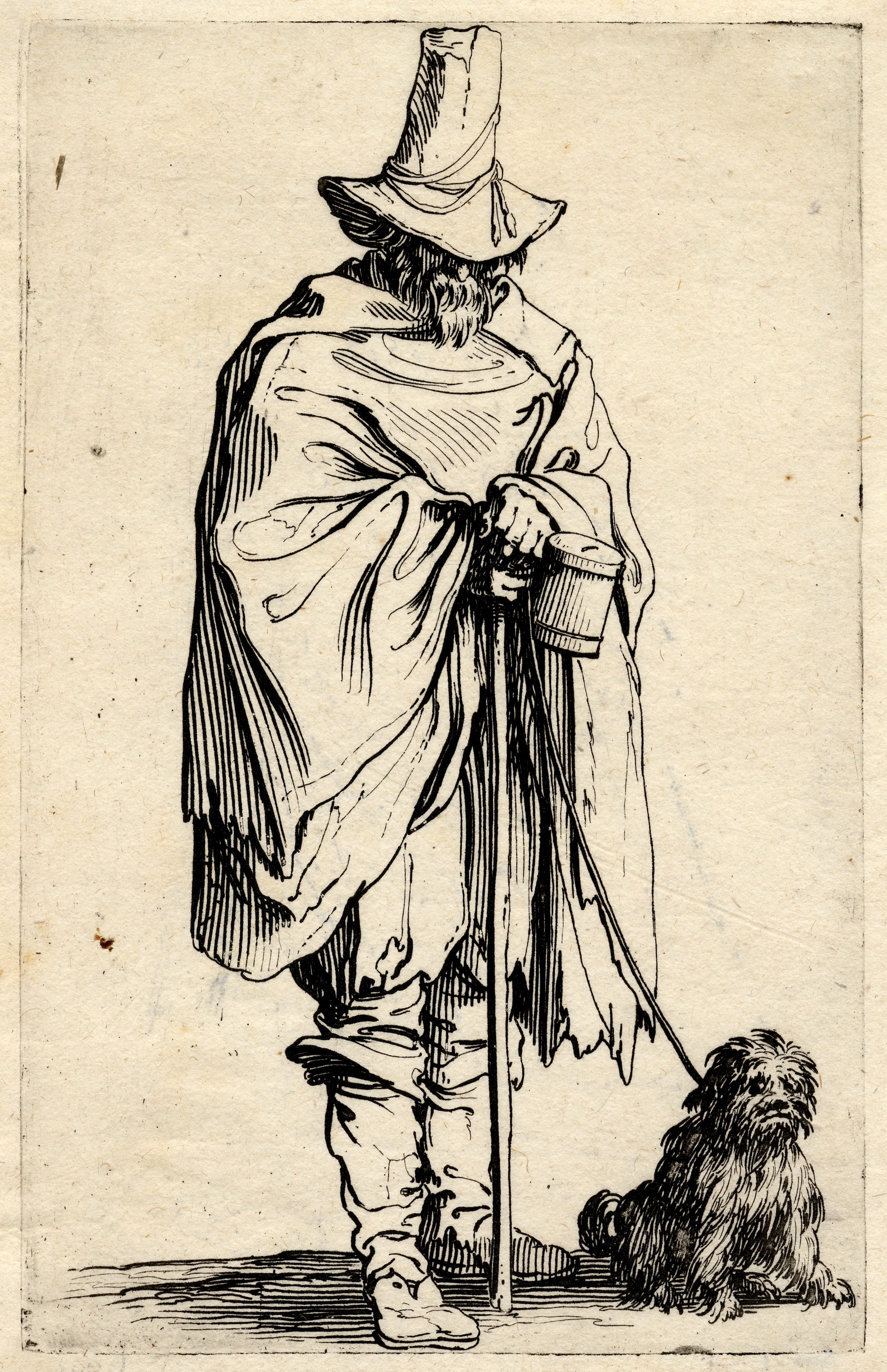
Jacques Callot, L’aveugle et son chien.
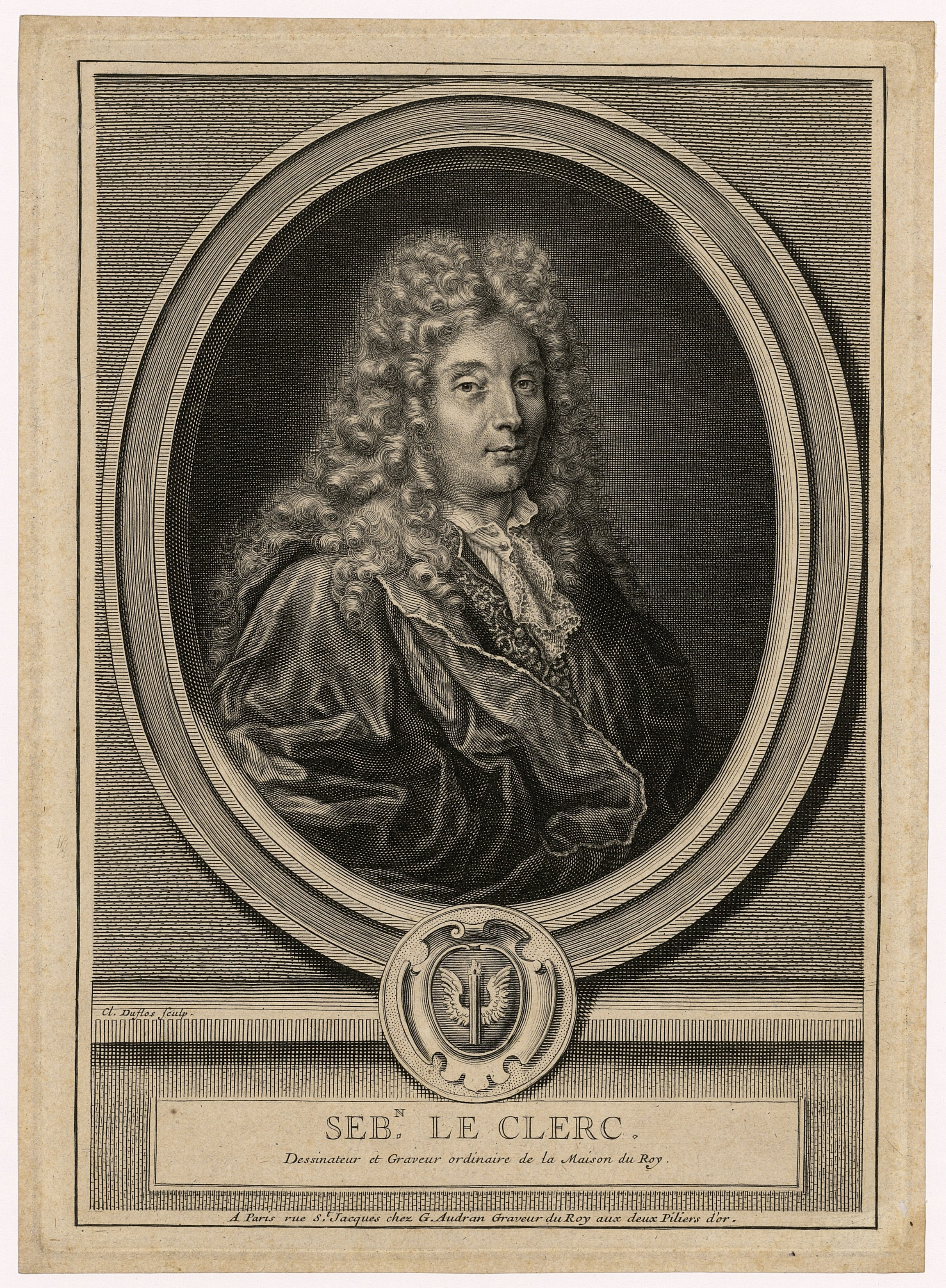
Claude Duflos, Sébastien Le Clerc, Dessinateur et graveur ordinaire de la Maison du Roy.
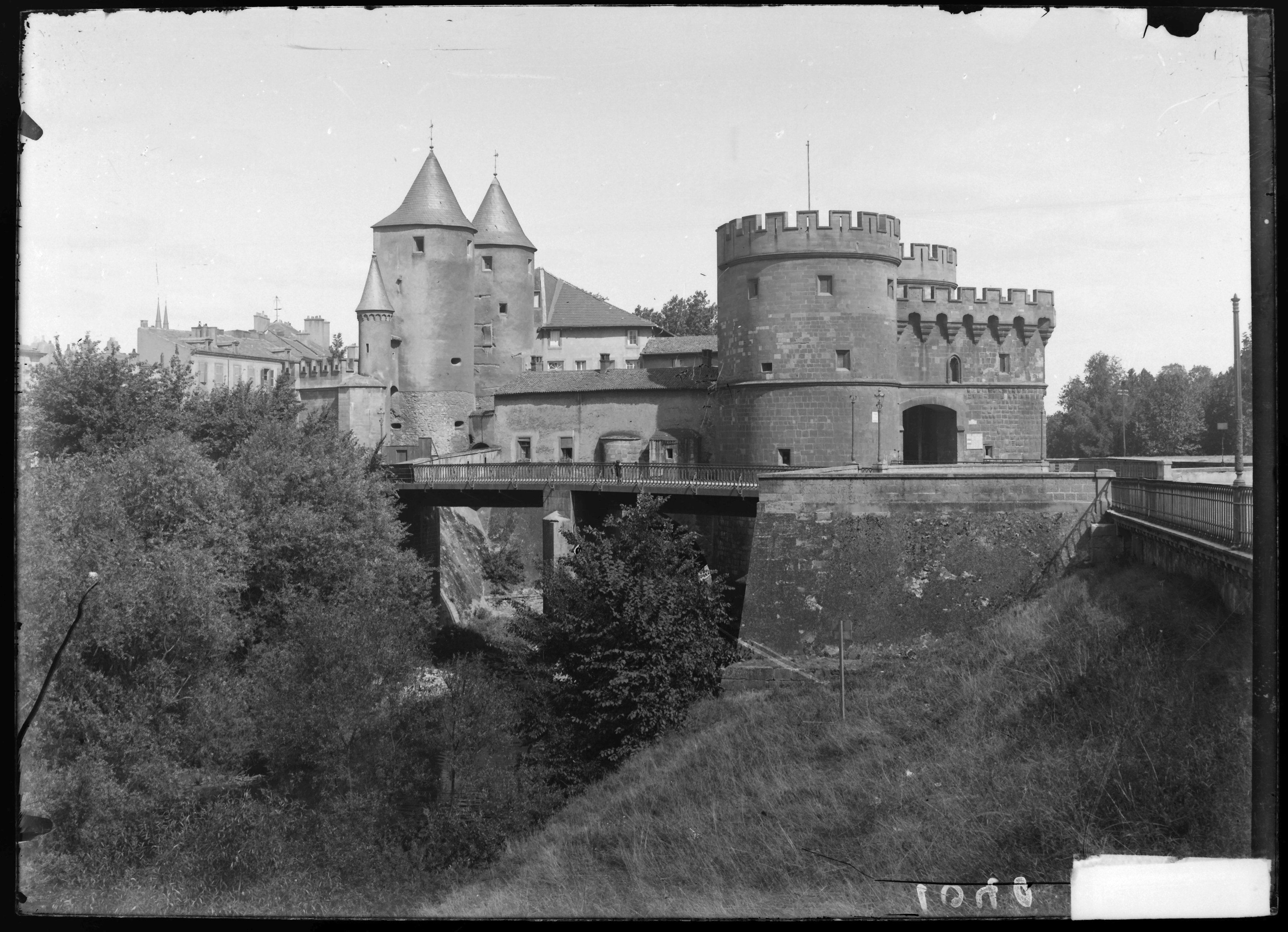
La Porte des Allemands au début du XXe siècle, photographie des frères Prillot.
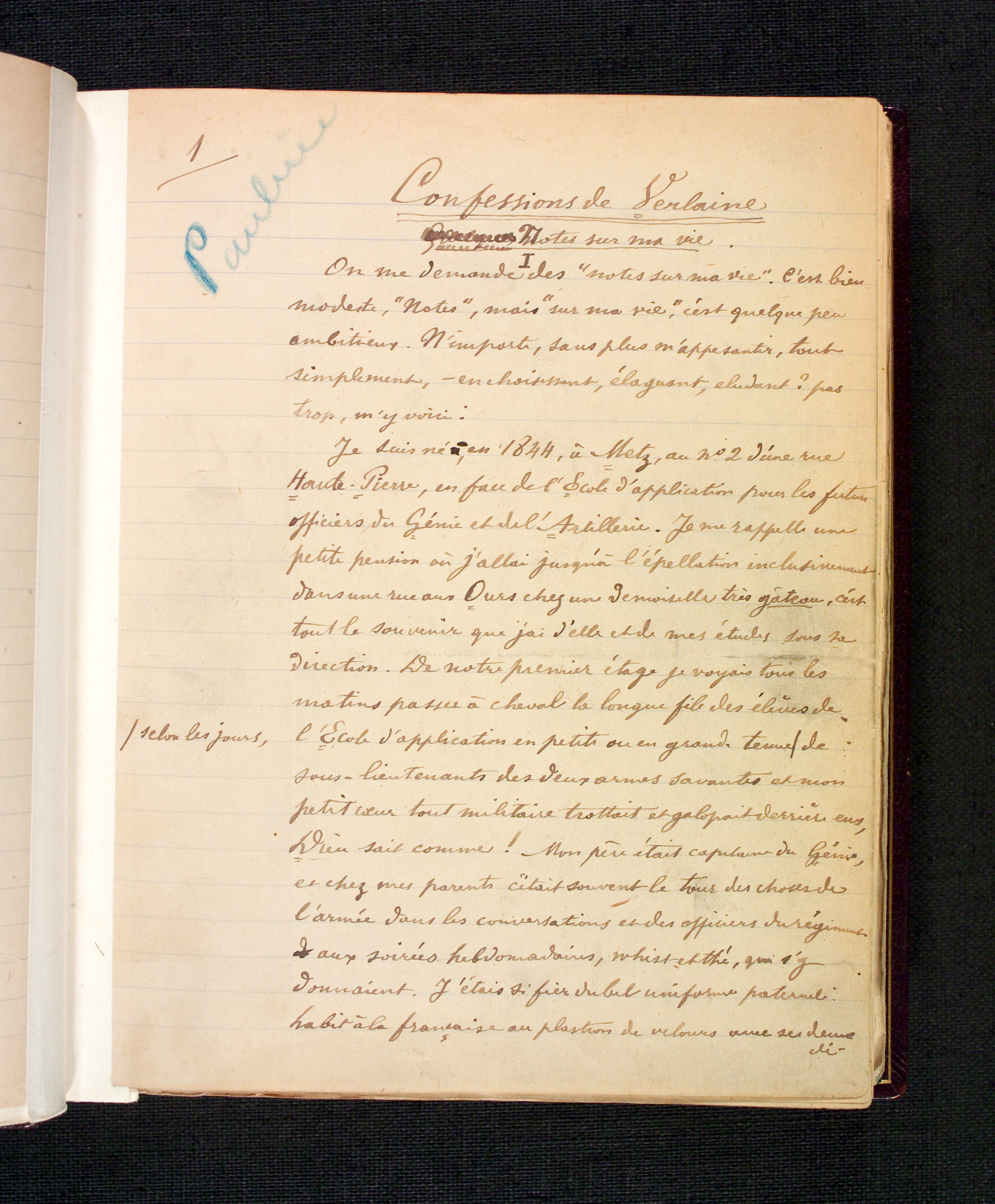
Confessions de Verlaine (notes sur ma vie).

### Ressources externes
- Le blog de Miss Média
- Site officiel